# 沃特V-141戰鬥機
沃特V-141（而後更名為沃特V-143）是美國飛機廠商沃特公司在1930年代採購諾斯羅普公司研發的飛機設計改良的單座戰鬥機，但因性能不佳且具有先天性設計缺陷，因此沒被任何國家採用。原型機最終出售給日本，結局不明。

## 概要
1935年，諾斯洛普公司開發一款單座全鋁外殼單翼機，代號諾斯羅普3A
諾斯羅普3A原本計畫競標美國陸軍航空兵團戰鬥機訂單，但是諾斯羅普3A與它的技術原型-諾斯羅普XFT型戰鬥機有相同的設計不穩定缺陷，那就是容易進入尾旋狀態。雪上加霜的是諾斯羅普3A原型機在1935年7月30日在太平洋試飛時失蹤，諾斯羅普因此放棄本系列發展。
但是在當時，美國陸軍航空隊每年都會有新的戰鬥機需求，且因為原始競爭廠商的飛安意外致使原定在1935年進行的測評延期。沃特公司的總裁尤金·懷特不顧公司工程師的反對，向諾斯羅普公司採購了諾斯羅普3A的設計資料，希望藉由諾斯羅普設計方案爭取到美軍陸航的訂單，這筆交易在1936年初完成。
由於留給沃特公司的準備時間不多，所以沒有時間對設計作全盤檢討，因此只對原始設計作少量改良，代號沃特V-141；沃特V-141與它的原型差別在放大垂直尾翼，增加尾旋改出的成功率，修改起落架，換用可伸縮式尾輪，並換用較技術原型動力更強的普惠R-1535發動機（750匹馬力）。
1936年3月29日，V-141首飛，並參與1936年4月重啟的1935年戰鬥機競標測試評估。沃特當時的初估價格，V-141在生產單批次25架的狀態時，不包含發動機及其它軍械時單價為34,148美元，但如增加到200架時機體生產單價可壓低到16,041美元。但1936年測試時，V-141並無擺脫技術原型一脈承襲的飛行控制不良問題，而且還增加了機尾顫振的新毛病；最後陸軍拒收沃特設計。
沃特在美軍內競標失敗後，再度將V-141改裝，試圖開闢外銷市場。外銷型定名為沃特V-143，它雖然對設計實施部分修正，並且有著更大的垂直安定面。
但是在V-143運至阿根廷競標戰鬥機汰換訂單時，被同為競爭者的寇蒂斯-懷特業務代表狠咬著這些技術缺陷，聲稱沃特的飛機機尾裝了反尾旋傘。在阿根廷軍方要求沃特在拆除反尾旋傘的情況下演示尾旋改出科目時，沃特拒絕了這項要求。這導致阿根廷的競標訂單遭鷹-75型奪得；而後V-143在土耳其、挪威與南斯拉夫等地的外銷努力都被競爭對手拿著控制特性不良痛打，開拓外銷的努力一無所得。
為了一勞永逸的解決問題，1937年5月沃特改造V-143；這次的V-143換用加長的後機身、全新改良的垂直尾翼，且更換動力提升的普惠R-1535-SB4G發動機（輸出功率825匹馬力）。1937年6月，V-173再度交付美國陸軍航空隊測試，但美軍再度拒用。
最終，V-143在1937年7月以175,000美金的價格出售給日本，日軍帝國海軍把它改名為「AXV」，並同時由日本帝國陸軍與帝國海軍進行測評；但日軍的結論是這架飛機格鬥性能上劣於當時它們量產的主力九六式艦上戰鬥機與九七式戰鬥機 ，但是日本消化了這架飛機的部分設計，並用在日後研發的飛機上。